# Maria Teresia av Österrike (1767–1827)

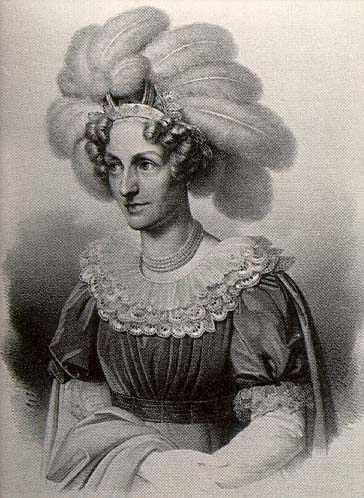
Maria Teresia av Österrike (1767-1827)

Maria Teresia av Österrike, (Maria Theresia Josepha Charlotte Johanna) född 14 januari 1767 i Florens i Toscana, död 7 november 1827 i Leipzig i Sachsen, var en drottning av Sachsen, gift med Anton av Sachsen.    

## Biografi

### Tidigt liv
Dotter till Leopold II och Maria Ludovika av Spanien. Maria Teresia föddes i Toscana, där fadern då var storhertig, och namngavs liksom alla förstfödda kvinnliga barnbarn efter sin farmor Maria Teresia av Österrike. Hennes födelse var en stor besvikelse i Florens, där man hoppades på en manlig tronarvinge och där frasen "Bara en prinsessa", ska ha cirkulerat som allmän kommentar efter hennes födelse. 
Hon fick liksom sina syskon en uppfostran som avvek från den normala för kungliga barn under denna tid: de uppfostrades av sina föräldrar personligen, hölls på avstånd från allt hovliv och fick lära sig att leva enkelt, naturligt och ödmjukt. De ska ha haft ett mycket gott förhållande till sina föräldrar.

### Bröllop
Maria Teresia gifte sig första gången den 8 september och andra gången i Dresden 18 oktober 1787 med Anton av Sachsen. Till skillnad från vad som var normalt, skedde den första vigseln inte per ombud, varefter hon reste till makens land och vigdes vid honom i person: i stället vigdes hon vid Anton direkt redan första gången, varefter paret upprepade löftena i en andra ceremoni i hans hemland. Operan Don Giovanni av Mozart skrevs för henne och maken under deras besök i Prag 14 oktober 1787, under färden mellan Wien och Dresden; Figaros bröllop uppfördes dock i stället på kejsarens order, men eftersom pjäsen ansågs opassande för en brud tvingades hon lämna operan utan att ha sett färdigt den. Mozart beklagade denna incident i sin korrespondens med Gottfried von Jacquin. 

### Prinsessa av Sachsen
Maria Teresias äktenskap uppfyllde alla krav på status, men det var enligt uppgift inte ett arrangerat äktenskap, eftersom hon ska ha mött Anton redan innan giftermålet var bestämt och ha blivit förälskad i honom. Hon beskrevs som enkel och husligt lagd, utan andra önskemål än att leva ett lugnt familjeliv, och ska ha varit nöjd med det faktum att maken, så som det såg ut vid tidpunkten för deras giftermål, inte förväntades ärva en tron. 
Hennes far Leopold blev 1790 tysk-romersk kejsare. 1791 kunde hennes far med hennes hjälp arrangera ett möte i Pillnitz i Sachsen, där Österrike, Preussen och de franska emigranterna under greven av Artois den 25 augusti slöt den s.k. deklarationen i Pillnitz mot det revolutionära Frankrike. 1792 var hon brudtärna åt sin kusin Carolina av Parma då denna gifte sig med hennes svåger Maximilian av Sachsen.  
Maria Teresia fick fyra barn mellan 1795 och 1799, men de dog alla före två års ålder. När hennes kusin och svägerska Carolina avled 1804, fick hon ansvaret för uppfostringen av dennas barn tillsammans med sin andra svägerska, Amalie av Zweibrücken-Birkenfeld, något de ska ha gjort mycket strängt. Vid Napoleons erövring av Sachsen 1806 flydde de alla till Prag. De kunde slutligen återvända 1813.  
Maria Teresia blev drottning i maj 1827, men avled redan i november samma år.